# Велоергометрія
Велоергометрія (ВЕМ) — у поєднанні із іншими методами обстеження (електрокардіографічного) є діагностичним дослідженням для виявлення латентної (прихованої) коронарної недостатності та визначення індивідуальної толерантності до ступінчасто-зростаючого фізичного навантаження, яке виконують на велоергометрі.[джерело?]
Станом на 2021 рік, в Україні, дозволений як метод діагностики у випадках, коли неможливо виконати інші, більш безпечні методи обстеження: неінвазивну функціональну візуалізацію чи візуалізацію анатомічних структур, з використанням коронарної КТ-ангіографії (КТ-КАГ).
В основі цього методу лежить той факт, що ішемія міокарду, яка виникає за фізичного навантаження в осіб з ішемічною хворобою серця, супроводжується характерними змінами на ЕКГ (депресією чи елевацією сегменту ST, змінами зубців Т та/або R, порушеннями серцевої провідності та/чи інервації, пов'язані з фізичним навантаженням).
Велоергометрія належить до проб з дозованим фізичним навантаженням, серед яких також відомі степ-тест та бігова доріжка (тредміл). При виконанні степ-тесту хворий/клієнт почергово наступає на дві сходинки, заввишки 22,5 см. Проба на тредмілі є своєрідним видом бігу на рухливій доріжці, в якої час-від-часу міняється кут нахилу.

## Обладнання

### Велоергометр
Велоергометр є особливий різновид велотренажерів, який, на відміну від останнього, здатен точно дозувати навантаження.
Представлені велоергометри з механічною й електричною гальмівною системами.
- У випадку механічної гальмівної системи навантаження регулюється силою тертя шкіряного ременю, який притиснуто до зовнішньої поверхні колеса велосипеда або системи гальмівних колодок. При виконанні даної проби на такому велоергометрі, слід притримуватись швидкість обертання педалей - 60 обертів на хвилину, так як за умов збільшення швидкості збільшується потужність виконаного навантаження, а за зменшення швидкості - потужність зменшується.
- У велоергометрах з електричною гальмівною системою гальмування забезпечується переміщенням до електромагнітного напівпровідника (металічна смужка з зовнішнього боку колеса).